# Кітале (місто)
Кітале — сільськогосподарське місто в північній частині Рифтової долини у Кенії, розташоване між горою Елгон і пагорбами Черангані. Станом на 2019 рік його населення становило 162 174 особи   Місто Кітале є штаб-квартирою округу Транснзоя. До Кітале можна дістатися по повітрю через аеропорт Кітале. Поштовий індекс Кітале — 30200. 
Національний музей Західної Кенії знаходиться в Кітале. Це музей природничої історії, який спочатку заснував підполковник Г’ю Стоунхем у 1926 році. Поруч із музеєм є демонстраційна ферма з агролісомеліорацією, якою керує шведська неурядова організація Vi Agroforestry.

## Історія
Наприкінці 19 століття більшість Східної Африки опинилася під захистом Великобританії. Це призвело до встановлення національних і субнаціональних кордонів. У часи Британської імперії, більша частина території Транс-Нзоя адміністративно спочатку входила до складу Уганди. Згодом округ включили до складу Кенії, під час адміністративної реструктуризації в 1902 році. У той час міської території ще не існувало, а хвилясті луки були частиною пасовищ масаїв.
Крістін Ніколс (2014) зазначає, що на карті 1908 року району Транс-Нзоя, показано численні потенційні ферми, окреслені металевими маяками, застряглими в землі. Метрополії активно сприяла міграції сюди білих поселенців.
У 1919 році британський уряд вислав поселенців після Першої світової війни, і вони виявили, що те, що мало бути Кітале, було просто луком і розкиданими деревами, тут досі не було жодної споруди чи людини. Один мандрівник зазначив: «Неможливо було передбачити, що цій невеликій території судилося стати комерційним центром регіону. Коли я рухався на захід, повз мене пройшли два величезні леви, бо це була країна левів, де було багато дичини. Конгоні, орібі, топі та водяний козел були в великій кількості, а леопард часто зустрічався в лісистих районах, їхніми жертвами були дикі свині та мавпи».
Насправді район Транс Нзоя не був популярним районом. Він мав репутацію батьківщини малярії та чорноводної лихоманки, а найближча залізнична станція була в Лондіані за 100 миль звідси. Але поступово солдати-поселенці, надіслані з Англії після Першої світової війни, почали заселяти та розвивати ферми. Був призначений окружний комісар, містер Чемпіон, але оскільки в Кітале не було будівель, він оселився в місці, яке стало відомим як Стара Бома, неподалік від мосту Хоей .
Скоро тут відкрилися Standard Bank, Kitale Stores and Post Office, Howse & McGeorge, ветеринарний офіс і Buck's Hotel and Garage. Було зведено постійні будівлі для окружного комісара та поліції, а клуб Кітале був заснований у 1924 році. Спочатку церкви тут не було, і служби проводилися в будинках парафіян на чолі з преподобним О. Г. Найтом, який прибув до Елдорета в 1920 році. Церква Святого Луки була побудована в Кітале в 1928 році, її настоятелем був преподобний Ф.Тірі, а римо-католицька церква була побудована пізніше, на початку Другої світової війни. Лікарня, де містилося лише чотири пацієнти, знаходилась у приватному будинку, яким керували дві сестри-медсестри. В місті не було постійної води чи електрики, постійної каналізації, лише вигрібні ями. Нарешті в 1936 році була відкрита нова лікарня. Воду для домашнього використання отримували за допомогою транспортування на ослах із струмка під клубом Кітале, де невелика цегляна дамба затримувала воду.
Поселенці вимагали від уряду залізничної лінії, але лише коли сер Едвард Гріг став губернатором, політика влади змінилася, і було вирішено продовжити залізницю до Джинджі в Уганді через Елдорет і побудувати гілку від Елдорета до Кітале. Залізниця досягла Кітале в 1925 році, і губернатор Гріг відвідав район для відкриття лінії. Він надав кошти на будівництво школи Кітале, яка досі займала тісну приватну резиденцію, і на нову африканську лікарню.
Процвітання Кітале залежало від фермерів, але під час сільськогосподарської депресії 1930-х років і нашестя сарани, яка завдала великої шкоди посівам, Кітале занепало. Відновлення відбувалося повільно. Новий імпульс місто отримало, коли відбувся новий приплив поселенців після Другої світової війни. Тоді Кітале отримав повний муніципальний статус і значний контроль над справами містечка. Було створено передумови для його розвитку у важливий муніципалітет. 

## Клімат
Кітале має помірний океанічний клімат.

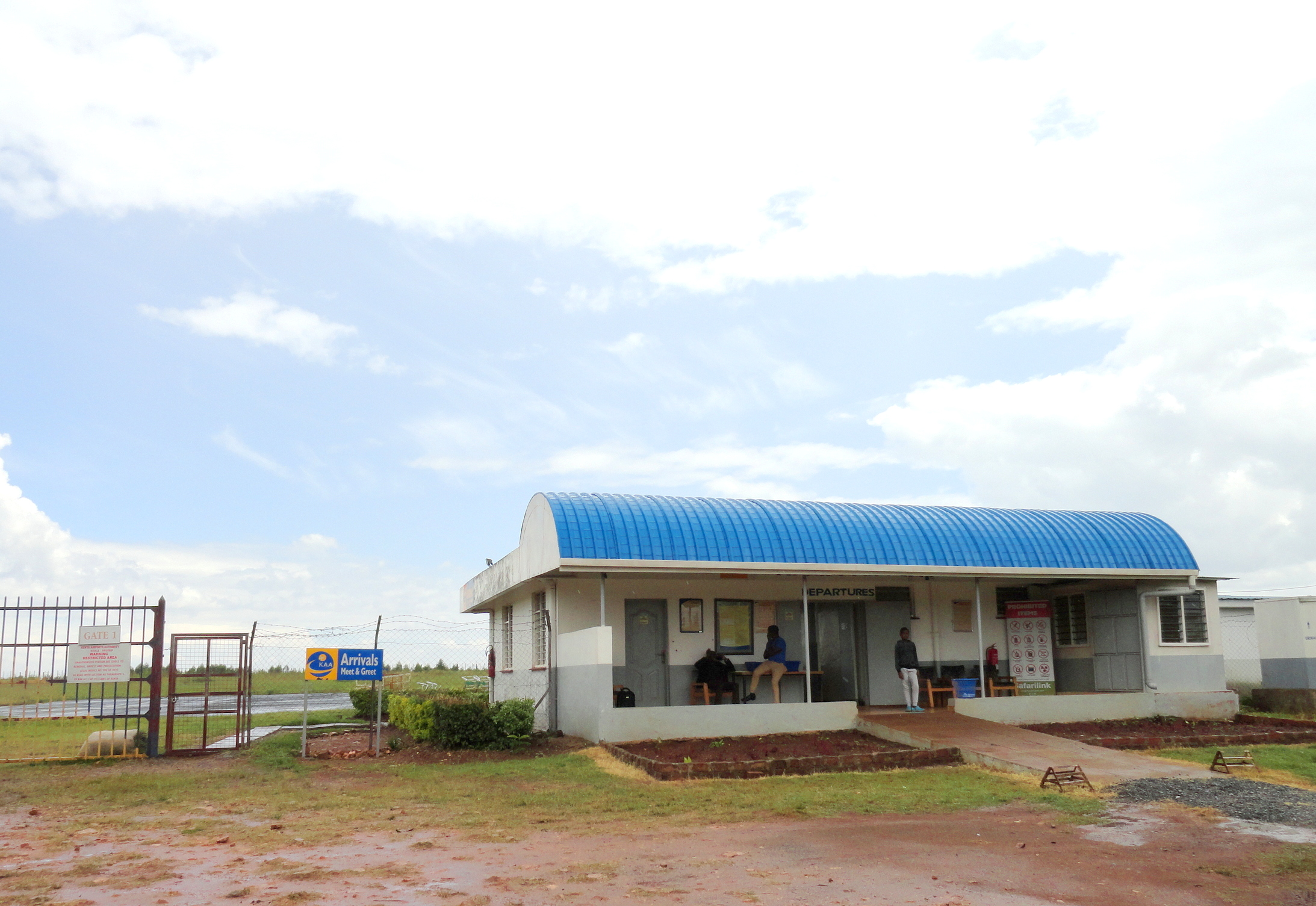
Термінал аеропорту Кітале